# Mylohyus fossilis
Pécari à long nez
Espèce
Mylohyus fossilis, ou Pécari à long nez, est une espèce éteinte de pécaris qui vivait en Amérique du Nord au cours du Pliocène et du Pléistocène. Cette espèce était contemporaine d’une autre espèce plus petite, le Pécari à tête plate (Platygonus compressus). Son extinction remonte au début de l'Holocène, il y a environ 9 000 ans.

## Historique
Le Pécari à long nez a été décrit par Joseph Leidy en 1860 sous le nom de Mylohyus fossilis. Il a fait par la suite l’objet de nombreuses autres descriptions et synonymes, dont Mylohyus nasutus. Le premier squelette entier de cette espèce fut trouvé dans la grotte de Friesenhahn, au Texas.

## Description
Cette espèce présente un crâne allongé faisant jusqu’à un tiers du corps et comportant un museau allongé. Ses membres antérieurs comportent chacun 4 doigts, tandis que ses membres postérieurs ont seulement 3 doigts chacun.

## Aire géographique
La majorité des fossiles de Mylohyus fossilis ont été découverts dans le sud des États-Unis, même si l’espèce était présente dans l’ensemble de l’Amérique du Nord.